# 甲賀站

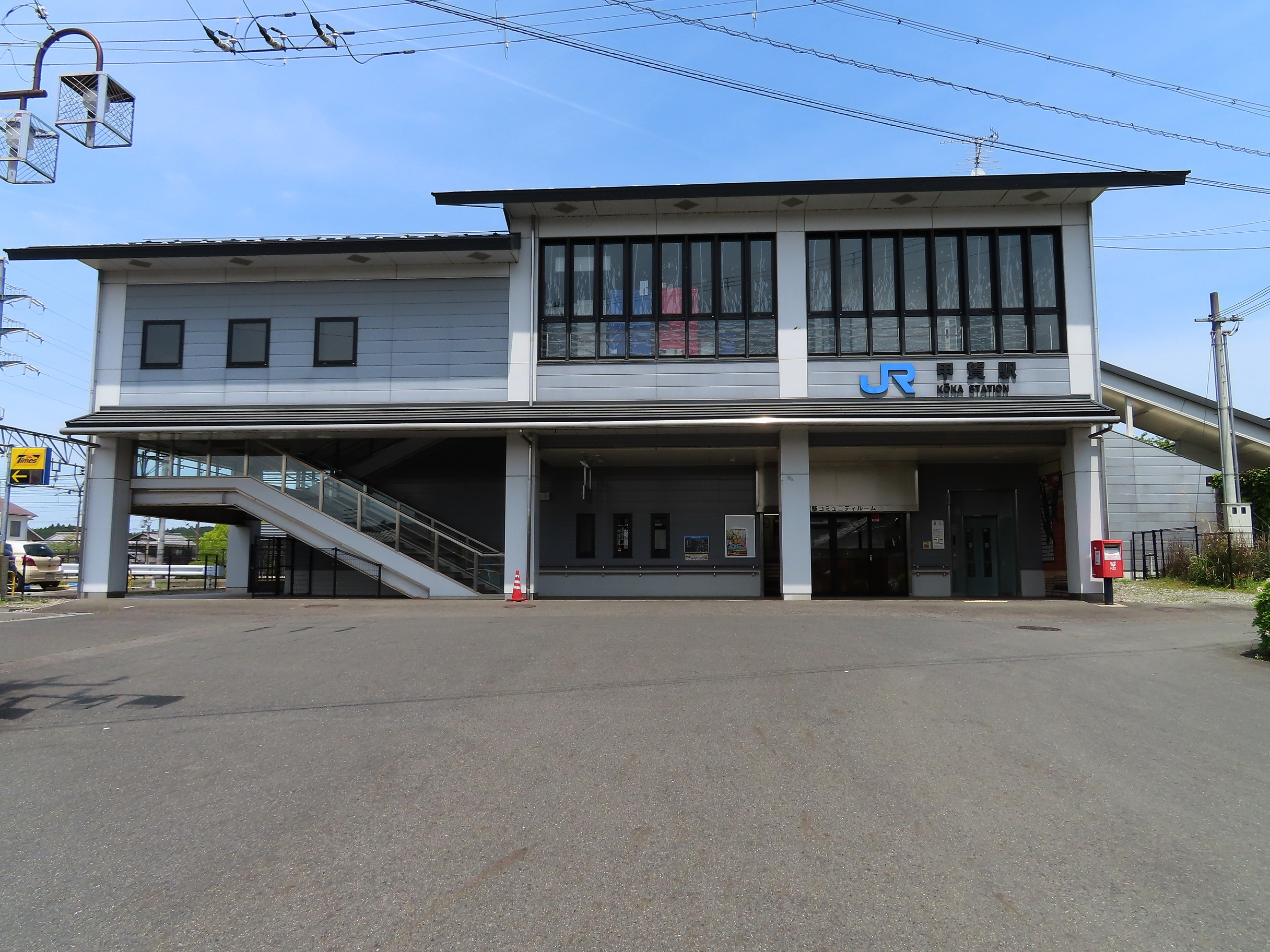
南口 (2021年5月)

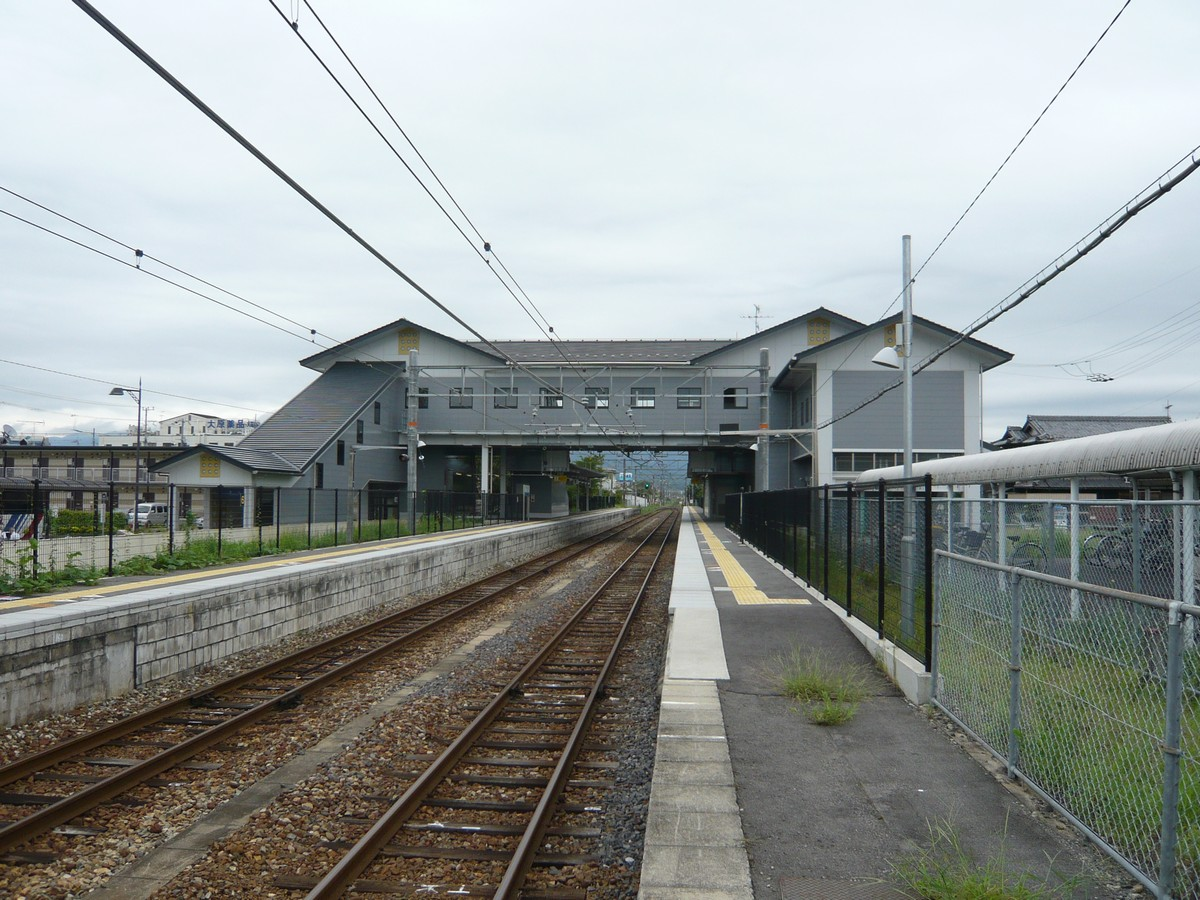
月台 (2007年9月)

甲賀站（日语：／ Kōka eki */?）是位於滋賀縣甲賀市甲賀町，屬於西日本旅客鐵道（JR西日本）草津線的車站。

## 歷史
- 1904年（明治37年）3月1日 - 關西鐵道柘植站至深川站（現時：甲南站）之間開設大原站。
- 1907年（明治40年）10月1日 - 關西鐵道國有化（日语：鉄道国有法），成為帝國鐵道廳車站。
- 1909年（明治42年）10月12日 - 制定路線名稱，成為草津線車站。
- 1918年（大正7年）5月1日 - 車站改名為大原市場站。
- 1956年（昭和31年）4月10日 - 車站改名為甲賀站。
- 1987年（昭和62年）4月1日 - 伴隨國鐵分割民營化，車站由西日本旅客鐵道（JR西日本）營運。
- 2005年（平成17年）11月5日 - 新建車站大樓。跨站式站房開始使用。
- 2006年（平成18年）4月1日 - 成為簡易委託車站。
- 2018年（平成30年）3月17日 - 此站開始可以使用IC卡「ICOCA」[1]。站內設有IC卡專用簡易閘機。

## 車站構造
本站是地面車站，設有跨站式站房與2面2線的相對式月台。本站的新建站房採用農家風格建，並在站內裝飾7位忍者的視覺陷阱圖。地面設有多用途室和候車室。驗票口位於2樓，同時為南北閘外通道。此站是由草津站管理的簡易委託車站。在早上和深夜為無人車站。站內沒有設置自動閘機，但是設有可支援ICOCA等IC卡的專門閘機。

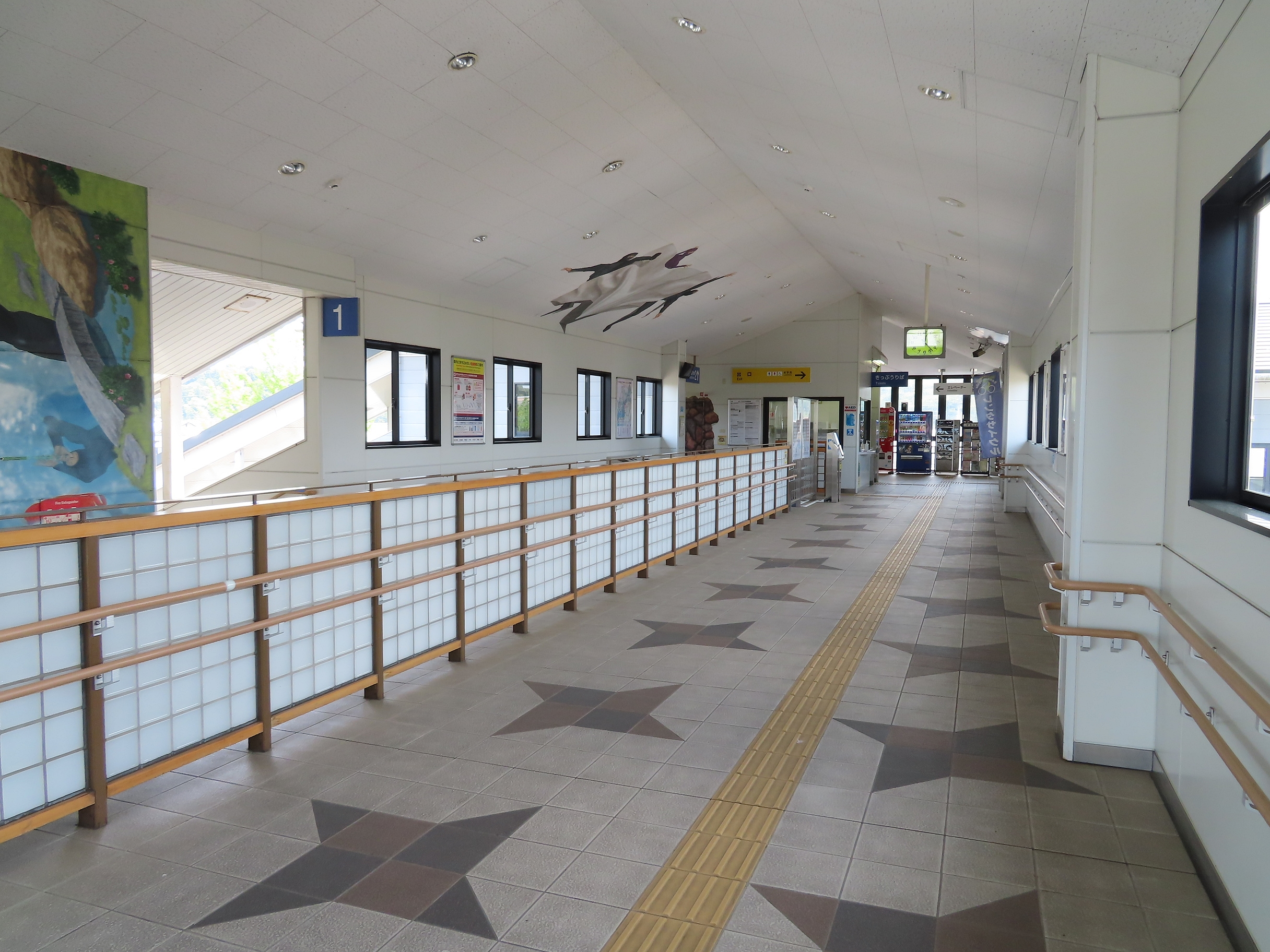
閘外自由通道 (2021年5月)
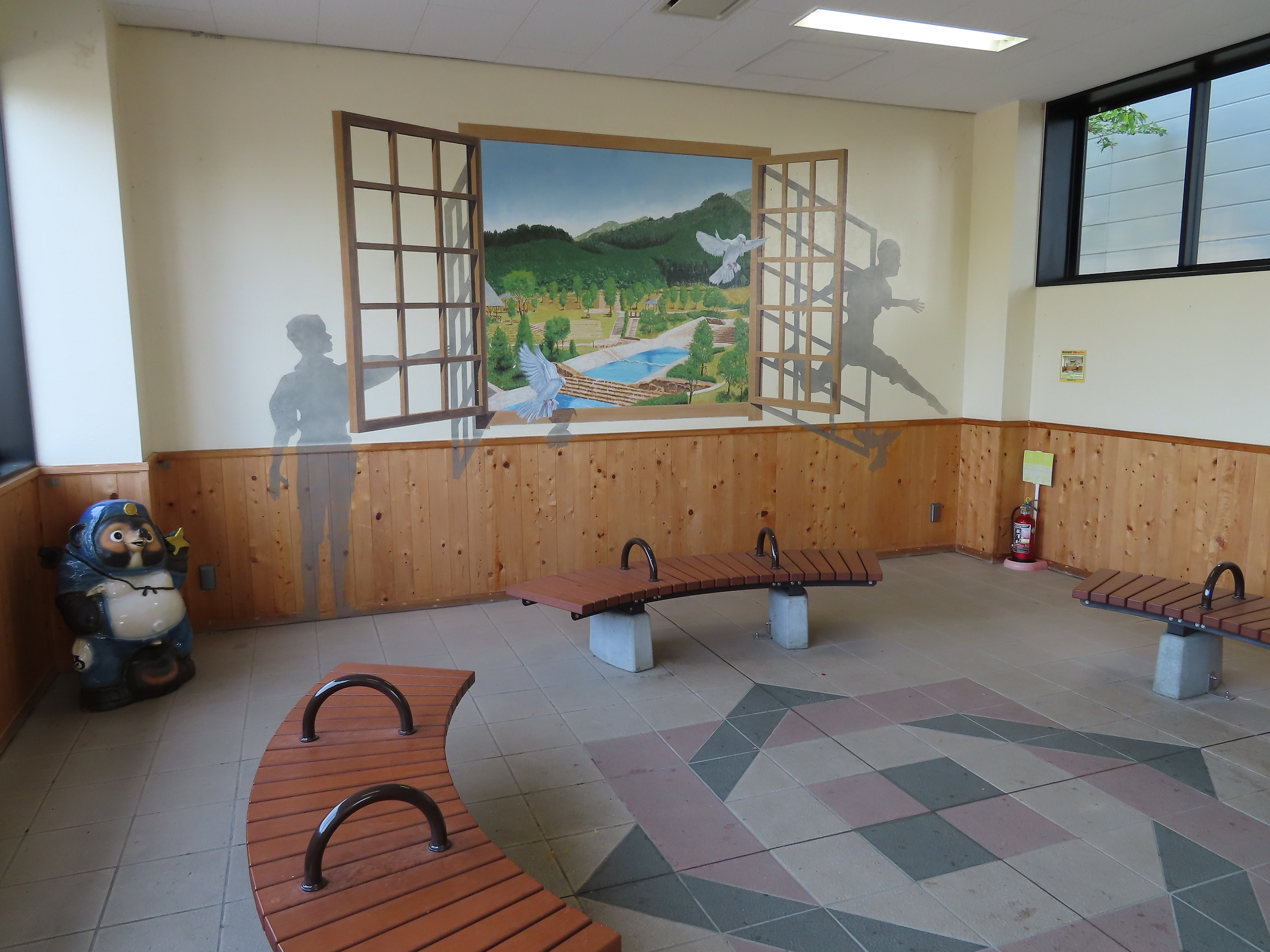
位於北出口的候車室 (2021年5月)

### 月台
| 月台 | 路線   | 方向             |
| ---- | ------ | ---------------- |
| 1    | 草津線 | 柘植方向         |
| 2    | 草津線 | 貴生川、草津方向 |

## 使用狀況
以下為近年一日平均乘車人次列表
| 年度   | 一日平均 乘車人次 | 參考資料 |
| ------ | ----------------- | -------- |
| 1992年 | 762               | [ 3 ]    |
| 1993年 | 768               | [ 4 ]    |
| 1994年 | 770               | [ 5 ]    |
| 1995年 | 793               | [ 6 ]    |
| 1996年 | 783               | [ 7 ]    |
| 1997年 | 765               | [ 8 ]    |
| 1998年 | 803               | [ 9 ]    |
| 1999年 | 810               | [ 10 ]   |
| 2000年 | 820               | [ 11 ]   |
| 2001年 | 817               | [ 12 ]   |
| 2002年 | 814               | [ 13 ]   |
| 2003年 | 821               | [ 14 ]   |
| 2004年 | 788               | [ 15 ]   |
| 2005年 | 796               | [ 16 ]   |
| 2006年 | 781               | [ 17 ]   |
| 2007年 | 776               | [ 18 ]   |
| 2008年 | 766               | [ 19 ]   |
| 2009年 | 764               | [ 20 ]   |
| 2010年 | 789               | [ 21 ]   |
| 2011年 | 779               | [ 22 ]   |
| 2012年 | 732               | [ 23 ]   |
| 2013年 | 765               | [ 24 ]   |
| 2014年 | 784               | [ 25 ]   |
| 2015年 | 800               | [ 26 ]   |
| 2016年 | 812               | [ 27 ]   |
| 2017年 | 787               | [ 28 ]   |
| 2018年 | 755               | [ 29 ]   |
| 2019年 | 700               | [ 30 ]   |

## 車站周邊
站前設有住宅區和商店。
- 滋賀銀行（日语：滋賀銀行）大原分店
- 甲賀郵局
- 關西未來銀行（日语：関西みらい銀行）甲賀分店
- 甲賀市政廳甲賀大原地域市民中心（舊甲賀分所）
- 甲賀市立甲賀中學（日语：甲賀市立甲賀中学校）
- 甲賀中央公園
- 甲賀之里忍術村（日语：甲賀の里忍術村）：免費接送巴士（需要事前聯絡）乘坐10分鐘。
- 杣川（日语：杣川）

## 巴士路線
| 乘車處       | 乘車處 | 系統                                             | 主要途經                           | 目的地         | 巴士公司       | 備註         |
| ------------ | ------ | ------------------------------------------------ | ---------------------------------- | -------------- | -------------- | ------------ |
| 甲賀站北出口 |        | 廣域水口線                                       | 高野西、寺庄站、貴生川站、甲賀醫院 | 綾野           | 甲賀市社區巴士 | 只於平日行走 |
| 甲賀站北出口 | 佐山線 | 環境改善中心、甲賀西工業團地、寺庄站、小佐治中村 | 近江土山                           | 甲賀市社區巴士 | 只於平日行走   |              |
| 甲賀站北出口 | 大原線 | 環境改善中心、甲賀工業團地、甲賀創建館           | 甲賀站北出口                       | 甲賀市社區巴士 | 平日1班        |              |
| 甲賀站北出口 | 大原線 | 環境改善中心、鳥居野口、神公民館                 | 大原水壩                           | 甲賀市社區巴士 | 只於平日行走   |              |
| 甲賀站北出口 | 大原線 | 環境改善中心、鳥居野口、甲賀創建館               | 甲賀站北出口                       | 甲賀市社區巴士 | 平日1班        |              |
| 甲賀站北出口 | 大原線 | 甲賀創建館、鳥居野口、神公民館、大原水壩         | 唐戶川                             | 甲賀市社區巴士 | 只於平日行走   |              |
| 甲賀站北出口 | 大原線 | 甲賀創建館、神公民館                             | 大原水壩                           | 甲賀市社區巴士 | 平日1班        |              |
| 甲賀站北出口 | 油日線 | 甲賀創建館、高畑                                 | 青野                               | 甲賀市社區巴士 | 平日1班        |              |
| 甲賀站北出口 | 油日線 | 南田緒野、油日站口、五反田陸橋                   | 青野                               | 甲賀市社區巴士 | 平日1班        |              |
| 甲賀站北出口 | 油日線 | 市河原、油日站、五反田陸橋                       | 青野                               | 甲賀市社區巴士 | 只於平日行走   |              |
| 甲賀站北出口 | 油日線 | 滝公民館、市河原、油日站、五反田陸橋             | 青野                               | 甲賀市社區巴士 | 只於平日行走   |              |
| 甲賀站南口   |        | 油日線                                           | 市河原、油日站、五反田陸橋         | 青野           | 甲賀市社區巴士 | 只於平日行走 |

## 相鄰車站
西日本旅客鐵道
 草津線
油日－甲賀－寺庄

## 注腳
1. ↑   (新闻稿). 西日本旅客鉄道. 2017-12-15  [2021-01-19]. （原始内容存档于2019-06-05） （日语）.
2. ↑  滋賀縣統計書
3. ↑  平成4年滋賀県統計書[]（日語）
4. ↑  平成5年滋賀県統計書[]（日語）
5. ↑  平成6年滋賀県統計書[]（日語）
6. ↑  平成7年滋賀県統計書[]（日語）
7. ↑  平成8年滋賀県統計書[]（日語）
8. ↑  平成9年滋賀県統計書[]（日語）
9. ↑  平成10年滋賀県統計書[]（日語）
10. ↑  平成11年滋賀県統計書[]（日語）
11. ↑  平成12年滋賀県統計書[]（日語）
12. ↑  平成13年滋賀県統計書[]（日語）
13. ↑  平成14年滋賀県統計書[]（日語）
14. ↑  平成15年滋賀県統計書[]（日語）
15. ↑  平成16年滋賀県統計書[]（日語）
16. ↑  平成17年滋賀県統計書[]（日語）
17. ↑  平成18年滋賀県統計書[]（日語）
18. ↑  平成19年滋賀県統計書[]（日語）
19. ↑  平成20年滋賀県統計書[]（日語）
20. ↑  平成21年滋賀県統計書[]（日語）
21. ↑  平成22年滋賀県統計書[]（日語）
22. ↑  平成23年滋賀県統計書 （页面存档备份，存于）（日語）
23. ↑  平成24年滋賀県統計書 （页面存档备份，存于）（日語）
24. ↑  平成25年滋賀県統計書 （页面存档备份，存于）（日語）
25. ↑  平成26年滋賀県統計書 （页面存档备份，存于）（日語）
26. ↑  平成27年滋賀県統計書 （页面存档备份，存于）（日語）
27. ↑  平成28年滋賀県統計書 （页面存档备份，存于）（日語）
28. ↑  平成29年滋賀県統計書 （页面存档备份，存于）（日語）
29. ↑  平成30年滋賀県統計書PDF（日語）
30. ↑  令和元年滋賀県統計書PDF（日語）

## 外部連結
- 甲賀｜車站資訊：JR出門網 - 西日本旅客鐵道（日語）